# Ossian (Person)

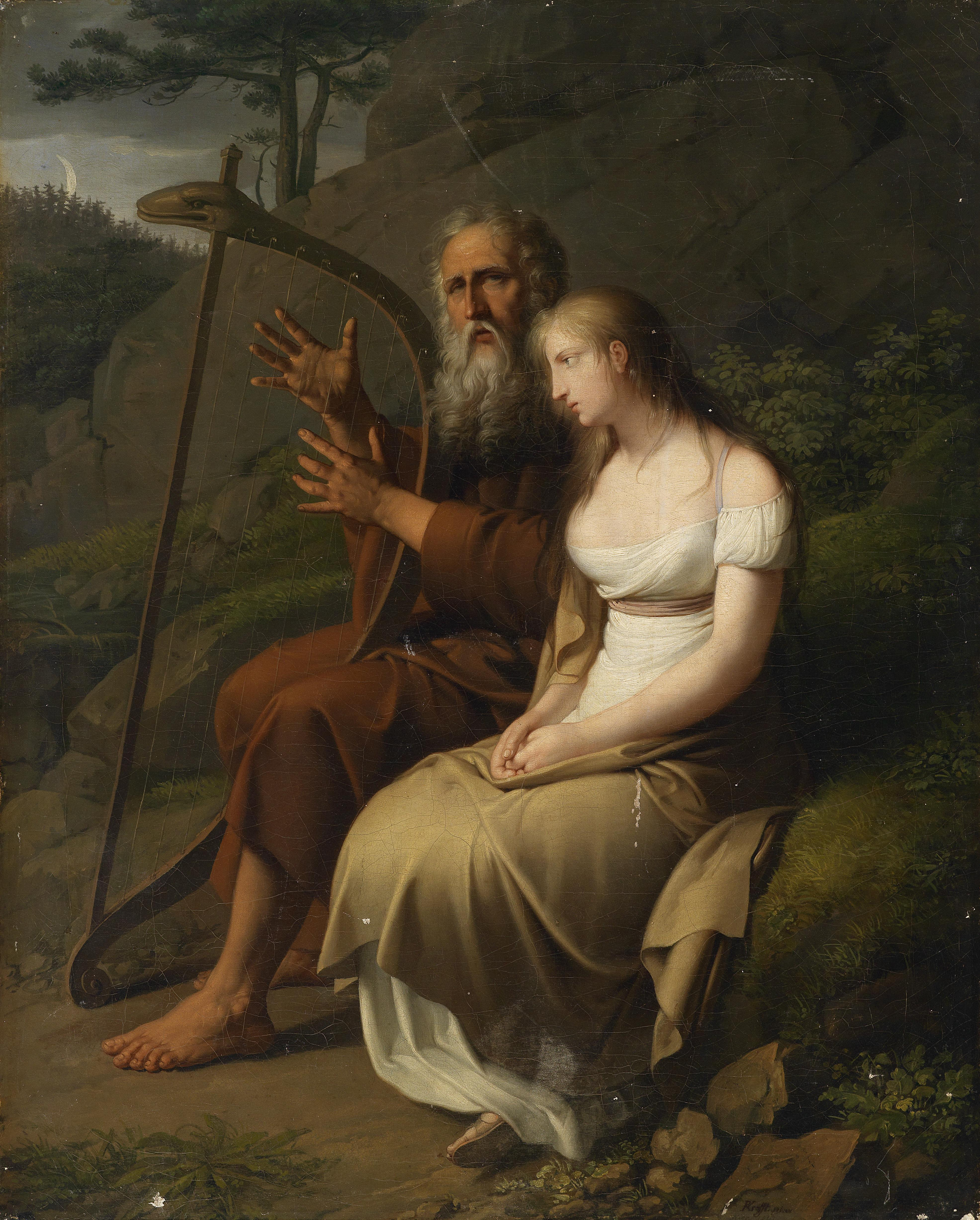
Ossian und Malvina; Ölgemälde von Johann Peter Krafft, 1810

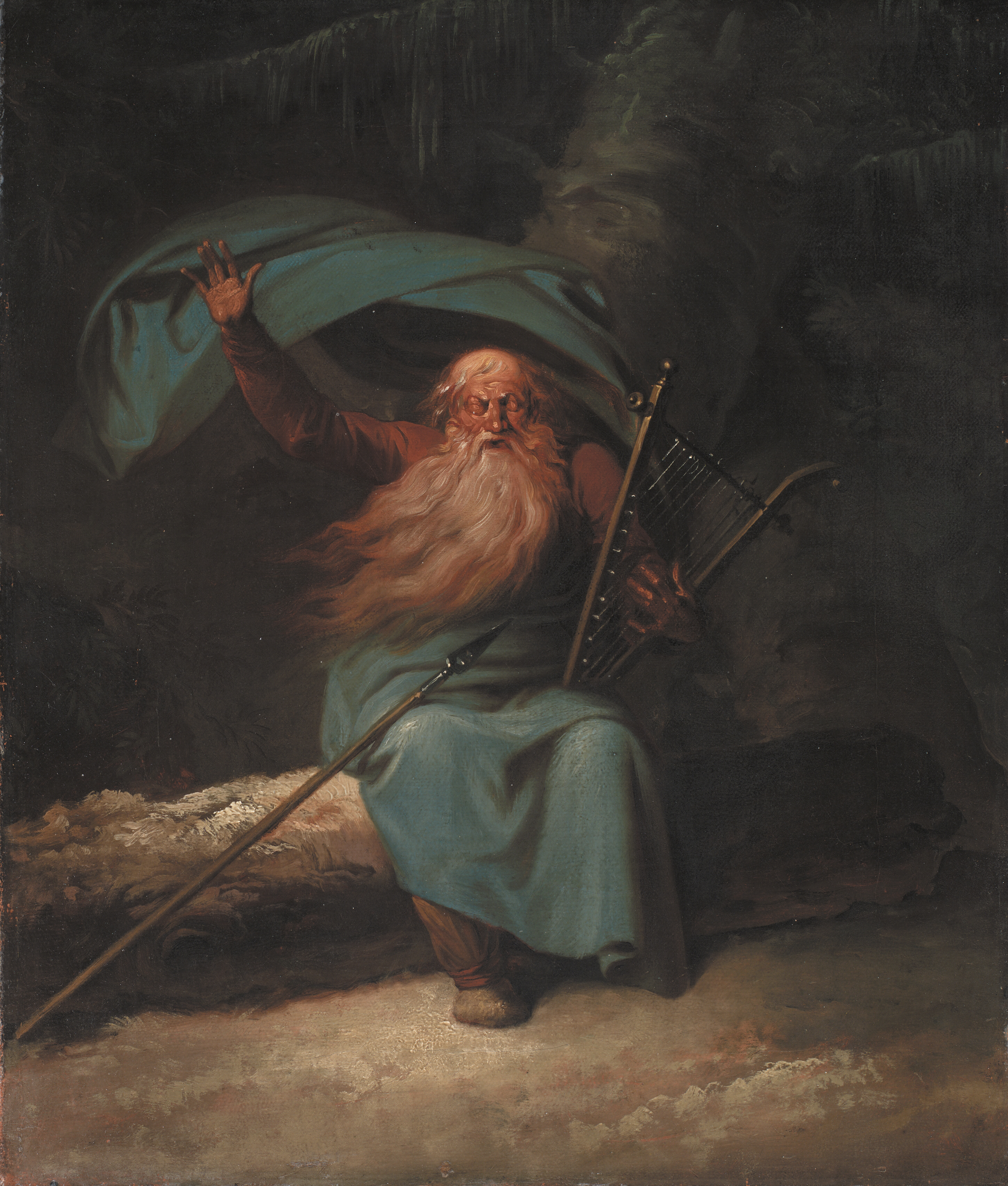
Ossians Schwanengesang; Ölgemälde von Nicolai Abildgaard, um 1782

Ossian ist der angebliche Autor und Erzähler der Gesänge und Epen Ossians, die der schottische Dichter James Macpherson verfasste. In diesen angeblich aus dem Keltischen übersetzten Gesängen und Epen wird er von Macpherson als berühmter Dichter und Sohn des schottischen Königs Fingal eingeführt. Macpherson bezieht sich dabei auf Fionn mac Cumhaill aus der irischen Mythologie.
Das Vorbild Ossians ist der irische Sagenheld Oisín, Fionns Sohn. Im Gegensatz zur irischen Tradition ist Ossian blind – vermutlich eine Anlehnung an Homer.
Er soll im 3. Jahrhundert n. Chr. im Westen der schottischen Highlands gelebt haben. Nach der Ermordung seines Sohnes Oscar (der gleichnamigen mythologischen Figur Oscar, auch Oskar) pflegt dessen Verlobte Malvina den greisen blinden Dichter, der nun die Heldentaten Fingals, Oscars und der anderen Helden besingt.

## Künstlerische Rezeption
Malerei (Auszug):
- Nicolai Abraham Abildgaard: Ossians Schwanengesang (Ossian zur Harfe singend)
- François Gérard: Ossian am Ufer der Lora beschwört die Geister beim Klang der Harfe
- Anne-Louis Girodet-Trioson: Der Tod des Ossian; Die Apotheose der französischen Helden
- Jean-Auguste-Dominique Ingres: Der Traum des Ossian
- Jean-Baptiste Isabey: Ossian, einsam und blind, singt von vergangenen Zeiten
- Károly Kisfaludy: Ossians Trauer
- Johann Peter Krafft: Ossian und Malvina

Musik (Auszug):
- Johannes Brahms: Gesang aus Fingal – von Ossian (in: Vier Gesänge für Frauenchor mit Begleitung von 2 Hörnern und Harfe op. 17)
- Niels Wilhelm Gade: Efterklange af Ossian („Nachklänge von Ossian“, Ouvertüre)
- Théodore Gouvy: Le dernier hymne d'Ossian, scène lyrique pour basse et orchestre, op. 15.
- Friedrich Ludwig Æmilius Kunzen: Ossians Harfe
- Jean-François Lesueur: Ossian, ou Les Bardes
- Franz Schubert: 11 Lieder auf ossianische Texte (Lodas Gespenst, Ossians Lied nach dem Falle Nathos, Lorma, Der Tod Oscars usw.)
- Étienne-Nicolas Méhul: Uthal (Oper)